# Saintsimonism
Saintsimonism var en fransk socialistisk rörelse under första hälften av 1800-talet. Rörelsen fick sitt namn efter Henri de Saint-Simon.
I början av 1830-talet ledde Barthélemy Prosper Enfantin en messianisk saintsimoniansk sekt som 1832 förbjöds av myndigheterna. Saint-Amand Bazard skrev tillsammans med Enfantin ett verk om Saint-Simons doktrin i två band: l'Exposition de la doctrine de Saint-Simon (1829–1830).

## Personer
- Henri de Saint-Simon (1760–1825)
- Saint-Amand Bazard (1790–1832)
- Olinde Rodrigues (1794–1851)
- Barthélemy Prosper Enfantin (1796–1864)
- Auguste Comte (1798–1857)
- Charles Duveyrier (1803–1866)
- Gustave d'Eichthal (1804–1886)
- Michel Chevalier (1806–1878)